# Camino
Pour les articles homonymes, voir Chimera et Camino.
Camino (anciennement Chimera) était un navigateur web développé pour Mac OS X par un groupe de volontaires soutenus par la Fondation Mozilla. C'était un logiciel libre téléchargeable gratuitement, disponible en plusieurs langues dont le français.
Camino était écrit à l'aide de Cocoa, l'interface de programmation distribuée par Apple, mais utilisait le moteur de rendu Gecko des logiciels Mozilla. Tout comme Safari et Firefox, il utilisait la navigation par onglets. Contrairement à Firefox, Camino n'était disponible que pour Mac OS X car il avait été conçu pour s'intégrer beaucoup plus avec le système que ne le faisait Firefox : par exemple, le gestionnaire de signets s’intégrait avec l'application Carnet d'adresses du système et pouvait repérer les adresses (URL) via le protocole Bonjour, ou encore l'intégration du menu Services de Mac OS X.
La version 0.8.5 nécessitait Mac OS X 10.1.5, puis ce fut Mac OS X 10.2 pour la 1.0, qui vit également le passage en Universal Binary : Camino était donc compatible à la fois avec les processeurs PowerPC et Intel. Depuis la version 2.0, il était nécessaire de disposer de Mac OS 10.4 (Tiger).
Le 28 mars 2011, Mozilla a annoncé la fin du support de l'intégration de Gecko dans d'autres applications.
Camino a poursuivi les mises à jour de sécurité puis cessé toute activité le 30 mai 2013.

## Historique des principales versions
- 0.1 le 13 février 2002[6]
- 0.2 le 6 avril 2002[7]
- 0.4 le 24 juillet 2002[8]
- 0.5 le 9 septembre 2002[9]
- 0.6 le 5 novembre 2002[10]
- 0.7 le 6 mai 2003[11]
- 0.8 le 25 juin 2004[12]
- 1.0 le 14 février 2006[3]
- 1.5 le 5 juin 2007[13]
- 1.6 le 18 avril 2008[14]
- 2.0 le 19 novembre 2009[15]
- 2.0.7 le 22 mars 2011[16]
- 2.1 le 29 novembre 2011[17]
- 2.1.2 le 14 mars 2012[18]